# 서울 지장사 아미타불도
서울 지장사 아미타불도(서울 地藏寺 阿彌陀佛圖)는 서울특별시 동작구, 호국지장사에 있는 조선시대의 아미타불도이다. 1999년 5월 19일 서울특별시의 유형문화재 제114호로 지정되었다.

## 개요
지장사 아미타불도는 극락세계를 주재하는 아미타여래가 청중들을 모아놓고 설법하는 장면을 묘사하고 있는 그림이다.
대웅전에는 석가삼존상(釋迦三尊像)을 봉안하고, 그 뒤에는 석가모니가 설법하는 광경을 그린 영산회상도(靈山會上圖)를 후불탱화(後佛幀畵)로 거는 것이 보통이지만, 지장사대웅전에는 아미타여래ㆍ지장보살ㆍ관음보살의 삼존상을 모시고 있다. 이는 국립묘지에 묻힌 호국영령들의 극락왕생을 기원하기 위한 것으로 전하고 있다.

## 특징
지장사의 아미타회상도는 세로가 138cm인데 반하여 가로가 223.5cm로 가로가 유난히 긴 화면으로 제작되었는데, 이러한 경향은 19세기 중반 이후 일부 발견되는 사례이기도 하지만, 주원인은 법당의 형태에서 기인하는 것으로 보인다.
대웅전의 평면은 정방형에 가깝고 천정은 낮은 편이며, 남쪽 출입구를 제외한 3면에 단이 설치되어 불화의 크기가 가로로 길 수밖에 없는 공간상의 제약이 있었던 것으로 보인다. 아미타회상도의 가로 길이가 유난히 긴 원인은 법당의 형태에서 영향을 받았던 때문일 것이다.
이 그림은 조선시대후불탱화의 일반적인 형식으로 채택되는 군도(群圖)형식을 따르고 있다. 화면 중앙에는 본존인 아미타불을 배치하고, 그 좌우에는 8대 보살이 협시하는 형국이다. 화면의 상단부에는 10대 제자들을 표현하고 있으며, 그 중에서 아난과 가섭존자는 아미타여래의 무릎 아래 좌우에 자리하고 있다.
화면의 네 귀퉁이에는 다문천왕·증장천왕·광목천왕·지국천왕의 사천왕을 배치하여 설법하고 있는 아미타여래와 그 청중들을 보호하고 불교를 수호하는 신중으로서의 기능을 충실히 표현하고 있다.
본존인 아미타여래는 보살중(菩薩衆)을 비롯한 청중들에 비해 상대적으로 정교하고 화려한 문양이 시문되고 있다. 두광은 녹색을 단색으로 처리하고 있으나 신광은 오색의 광선문(光線文)으로 표현하고 있다.
아미타여래의 좌우에 시립하고 있는 보살중들은 녹색의 두광을 갖추고, 좌우측 모두 본존을 향하고 있는 모습으로 그려지고 있는데, 본존의 우측에 있는 관세음보살상의 수인이 전법륜인(轉法輪印)을 취하고 있는 것으로 보여 주목되고, 좌측에는 보관에 정병이 그려져 있는 대세지보살이 협시하고 있다.

## 참고 자료
- 서울 지장사 아미타불도 - 국가유산청 국가유산포털

 본 문서에는 서울특별시에서 지식공유 프로젝트를 통해 퍼블릭 도메인으로 공개한 저작물을 기초로 작성된 내용이 포함되어 있습니다.